# Târâtoarea
Târâtoarea (în engleză Slither) este un film de comedie științifico-fantastic de groază din anul 2006. Este regizat de James Gunn. În rolurile principale interpretează actorii Nathan Fillion, Elizabeth Banks și Michael Rooker.

## Acțiunea filmului
Un meteorit în care se află un parazit extraterestru se prăbușește în orașul Wheelsy, Carolina de Sud. În timp ce se plimbă prin pădure cu Brenda, comerciantul de mașini Grant Grant este contaminat de parazit. Parazitul ia control asupra corpului lui și îi absoarbe conștiința și amintirile. Grant începe să se transforme treptat într-un monstru cu tentacule.
Soția lui, Starla, începe să își facă griji în legătură cu sănătatea lui. Grant evită să anunțe medicii și începe să aibă secrete față de Starla. Aceasta îl contactează pe șeriful Bill Pardy – de care era îndrăgostită în copilărie – sperând că acesta îi va asigura siguranța și o va liniști, fără să devină sentimental.
Grant o contaminează pe Brenda cu sute de copii extratereștri. O duce într-un hambar izolat unde aceasta devine obeză datorită extratereștrilor ce se dezvoltă în interiorul ei. Pardy conduce un grup de polițiști pentru a-l vâna pe Grant, însă totul se dovedește a fi o capcană când Brenda explodează și eliberează sute de melci extratereștri. Majoritatea grupului este contaminat, devenind zombi. Aceștia o vor pe Starla și încep să îi vorbească precum Grant.
Restul orașului este rapid contaminat și controlat de Grant printr-o conexiune mintală. Pardy o salvează dintr-o mașină pe tânăra Kylie, de la care află istoria parazitului. Pardy, Starla, Kylie și primarul MacReady încearcă să îl găsească și să îl omoare pe Grant. Locuitorii orașului le atacă vehiculul și o capturează pe Starla.
Supraviețuitorii Pardy și Kylie iau urmele Starlei, doar pentru a descoperi ca toți cei contaminați încep să se lipească într-o singură creatură. Starla încearcă să păcălească monstrul, însă nu reușește să îl ucidă cu o perie de păr. Pardy aruncă o grenadă înspre monstru, însă aceasta este respinsă în piscina exterioară, unde explodează. Creatura îl atacă pe Pardy cu tentaculele: una din ele îi pătrunde în stomac, în timp ce Pardy o atașează pe cealaltă la un bidon cu propan. Starla împușcă monstrul, rezultând o explozie.
Toți cei contaminați mor, iar cei trei supraviețuitor pornesc înspre spital pentru ca rănile șerifului să fie consultate.
Într-o scenă de final, post-generic, o pisică se apropie de rămășitele lui Grant și este infectată de parazitul extraterestru.

## Distribuție
- Elizabeth Banks - Starla Grant
- Nathan Fillion - Bill Pardy
- Michael Rooker - Grant Grant
- Tania Saulnier - Kylie Strutemyer
- Gregg Henry  Jack MacReady
- Don Thompson - Wally
- Brenda James - Brenda Gutierrez
- Jennifer Copping - Margaret
- Jenna Fischer - Shelby Cunningham
- Haig Sutherland - Trevor

## Teme și influențe
Au apărut controverse cu privire la numeroasele asemănări cu comedia de groază din 1986 al lui Fred Dekker,  Noaptea monștrilor.

## Vezi și
- 2006 în științifico-fantastic
- Shivers
- The Thing
- The Deadly Spawn
- Critters
- Brain Damage
- The Blob
- Society
- C.H.U.D. II: Bud the C.H.U.D.